# サリー (機械)
サリー(SARRY)は、東京電力福島第一原子力発電所において、高濃度の放射能汚染水からセシウムを除去する装置のこと。第二セシウム吸着装置と呼称される。
汚染水は、まず、放射性物質の中でもセシウムやストロンチウムを除去するセシウム吸着装置、「キュリオン」または「サリー」に通され、その後、「淡水化装置」を経て、多核種除去設備「ALPS（アルプス）」を使った浄化処理がおこなわれる。
SARRYはSimplified Active Water Retrieve and Recovery System（単純型汚染水処理システム）の略である。東芝(東芝エネルギーシステムズ)などが開発した。トラブルが相次いだ外国製の装置と比較し、構造がシンプルで故障に強いとされる。2011年8月16日より試運転を始め、19日に本格稼動を始めた。雑固体廃棄物減容処理建屋（高温焼却炉建屋）内に設置されている。

## 概要
- 全体は、ポンプ、ろ過フィルタ（油分等）、セシュウム吸着塔（タンク）、メディアフィルタから構成され、A系列とB系列の2系列となっている。
- 汚染水をセシウム吸着能力のある合成ゼオライトの入った複数のベッセル（タンク）を経てセシウムを吸着する。
- セシウム吸着塔は、直径1.4m、高さ3.6mの円筒形の容器となっており、5本の吸着塔からなる。
- 処理能力は、流量が25m3/h（1,200t/日）で、除染能力は1/5万?。
- 吸着したベッセルは交換され、外されたベッセルは建屋外にある仮保管施設におかれる。

## サリー2
1号機-4号機タービン建屋等に貯留している汚染水に含まれる主要な放射性物質を除去するためにサリー2の開発、設置が進められた。構造は、サリーのコピーとした上で信頼性を向上させる改良が施されることとなったが、2018年8月の試運転で要求性能を満たすことができないことが露呈。再調整を行った上で2019年7月より本格稼働が行われるようになった。サリー2の処理量は1日当たり360トン（通常時）-600トン（大雨時）となっている。